# Kanton Villejuif
Kanton Villejuif is een kanton van het Franse departement Val-de-Marne. Kanton Villejuif maakt deel uit van het arrondissement L'Haÿ-les-Roses en telt 54.753 inwoners in 2017.

## Gemeenten
Het kanton Villejuif bestond reeds in zijn huidige vorm van 1967 tot 1976, maar werd dan opgesplitst.

Sinds de herindeling van de kantons bij decreet van 17 februari 2014, met uitwerking in maart 2015, stemt het kanton Villejuif weer overeen met de gemeente Villejuif.